# IZA
IZA（アイゼットエー）とは国立環境研究所・東京電力・東京R&D等が共同で開発した電気自動車のこと。
IZAは1991年に発表され、同年の東京モーターショーに出展された。また、開発の中心人物である国立環境研究所（当時）の清水浩（元SIM-Drive代表取締役）が開発していた電気自動車（A-Car、B-Car、NAV〔C-Car〕）の名称から、「D-Car」と呼ばれることもある。

## 概要
従来の電気自動車よりも実用性にすぐれ、ガソリン車と比べて劣らない性能を備えた電気自動車として開発された。スタイリングは4人乗りの2ドアクーペで、設計段階においては実用性を考慮して、1.8 - 2.0 Lクラスの小型車程度のサイズで4人乗りという想定だった。
軽量化を目的としてボディにはCFRP、フレームにはアルミを採用する。空力性能を重視した設計となっており、Cd値は0.198である。空力性能を高めるために後輪の一部はスパッツに覆われている。
動力として出力26 kW、最大トルク42.5 kgmのDCブラシレスモーターを4個搭載する。モーターの永久磁石にはサマリウムコバルト磁石が用いられる。動力の伝達ロスが少ないインホイールモーターを採用しており、車両全体の最高出力は104 kW（139馬力）、最大トルクは170 kgmである。インバーターのスイッチング素子にはIGBTを使用し、バッテリーにはニッケル・カドミウム蓄電池を使用する。
性能は一回充電走行距離が約270 km（100 km/h定速走行時）、最高速度176 km/h、0 - 400 m加速が18秒と、一回充電走行距離と最高速度で当時の世界記録を更新し、従来の電気自動車を遥かにしのぎガソリン車に引けを取らない性能を発揮した。
一方でカーステレオ、エアコン、パワーステアリング、パワーウインドウなどの機能も搭載し、大人4人がゆったり座れるスペースを確保するなど、実用性でも市販車に劣らない仕上がりになっている。
IZAは結局1台しか作られなかったが、最終的にナンバーを取得することに成功した。IZAの開発を通じて得られた技術は、後に清水が中心となって開発された「ルシオール」や「KAZ」「エリーカ」などに活かされている。
IZAは川崎市にある電気の史料館に展示されていた。2019年7月現在も、IZAは東京電力経営技術開発研究所の玄関ホールに展示されている。